# Castell de Timor
El castell de Timor és un edifici del poble de Sant Pere dels Arquells, al terme municipal de Ribera d'Ondara (Segarra) declarat bé cultural d'interès nacional. Actualment el lloc està totalment abandonat i presenta un estat ruïnós. El seu origen està en un castell documentat a partir del segle xii, sobre el qual s'hi va edificar aquesta masia del segle xvii o XVIII, habitada fins a la segona meitat del segle xx.
Edifici de planta rectangular, coberta a doble vessant, estructurat amb planta baixa, primer pis i golfes. L'espai comprès per l'angle dret de la façana d'accés es troba clos per un mur amb porta allindada, a manera de baluard, fonamentat i alçat sobre el nivell de terra a partir de dues estructures amb volta d'ús agrícola emprades com a femers i disposades en paral·lel, que aprofiten grans carreus de pedra corresponents a construccions anteriors per estructurar les seves parets, fins al nivell d'arrencament de volta. A la part de darrere de l'edifici hi ha adossades d'altres dependències vinculades al món agrari i ramader. El seu parament és fet amb carreus de mida mitjana, disposats amb filades i parets atalussades.